# Heliscina antennata
Heliscina antennata är en svampart som beskrevs av Marvanová 1980. Heliscina antennata ingår i släktet Heliscina, divisionen sporsäcksvampar och riket svampar.   Inga underarter finns listade i Catalogue of Life.